# 小行星2122
小行星2122（2122 Pyatiletka）是一颗围绕太阳公转的小行星。1971年12月14日，塔瑪拉·斯米爾諾娃在克里米亚发现了此天体。
該小行星以蘇聯五年計劃命名。
这颗小行星的绝对星等为238.1159597584352等。